# Epocilla blairei
Epocilla blairei är en spindelart som beskrevs av Zabka 1985. Epocilla blairei ingår i släktet Epocilla och familjen hoppspindlar. Inga underarter finns listade i Catalogue of Life.